# Virgil Tracy
Virgil Tracy es un personaje ficticio del programa de televisión Thunderbirds, creado por Gerry Anderson. Aparece también en las posteriores películas Thunderbirds Are GO y Thunderbird 6, así como en la película de acción real, Thunderbirds.
En la serie de televisión original de los años 1960, Virgil fue interpretado por David Holliday y Jeremy Wilkin. En la película del 2004, fue interpretado por Dominic Colenso.

## Biografía
Es el segundo hijo de Jeff Tracy creador de Rescate Internacional. Recibió su nombre en honor al astronauta del Apolo 1, Virgil I. Grissom. Nació el 15 de agosto de 1999. Estudió en la Escuela de Denver de Tecnología Avanzada. Con 27 años Virgil posee la aptitud mecánica para manejar la compleja maquinaria que su oficio requiere y es el piloto del Thunderbird 2.
Es el más serio de la familia Tracy y tiene una forma de ser más artística y menos escandalosa que la de sus hermanos. Entre sus otras habilidades están la pintura y tocar el piano. Posiblemente siente alguna atracción hacia Lady Penélope.
- Datos: Q1857816